# ¿Por qué mintió la cigüeña?
 ¿Por qué mintió la cigüeña?  es una película en blanco y negro de Argentina dirigida por Carlos Hugo Christensen sobre el guion de Juan Corona según la obra Nido sin pájaros, de Joaquín Álvarez Quintero y Serafín Álvarez Quintero que se estrenó el 6 de enero de 1949 y que tuvo como protagonistas a Susana Freyre, Roberto Escalada, Pedro Quartucci, Nelly Darén y Gloria Ferrandiz.

## Denuncia de plagio
Los escritores Roberto Tálice y Ángel Curoto que habían adaptado para el cine la obra teatral Lluvia de hijos, de Margaret Mayo –estrenada en 1946 en un teatro de Montevideo con los títulos de Yo quiero tener un hijo o Yo me las ligo todas, demandaron por plagio a la productora Lumiton alegando que la película incluso transcribía textos completos de aquella adaptación.

## Sinopsis
Un hombre deja a su esposa creyéndola infiel y para hacerlo regresar ella y un amigo alquilan tres bebés haciéndole creer que son de su esposo.

## Reparto
- Susana Freyre
- Roberto Escalada
- Pedro Quartucci
- Nelly Darén
- Gloria Ferrandiz
- Beba Bidart
- Olimpio Bobbio
- Carlos Belluci
- Miguel Coiro
- Max Citelli
- Rita Montero
- Alberto Barcel

## Comentarios
Por su parte Noticias Gráficas opinó que el filme tiene “espontánea y eficaz comicidad” y El Heraldo del Cinematografista dijo de la película:

”Comedia de enredos que, aun conservandosu estructura teatral se desarrolla ágilmente y divierte con fáciles recursos.”